# メクレンバーグ郡 (バージニア州)
メクレンバーグ郡（英: Mecklenburg County）は、アメリカ合衆国バージニア州の南部に位置する郡である。2010年国勢調査での人口は32,727人であり、2000年の32,280人から1.4%増加した。郡庁所在地はボイドトン町（人口431人）であり、同郡で人口最大の町はサウスヒル町（人口4,650人）である。

## 歴史
メクレンバーグ郡は1765年にルーネンバーグ郡から分離して設立された。郡名は、イギリス国王ジョージ3世の王妃シャーロット・オブ・メクレンバーグ＝ストレリッツに因んで名付けられた。

## 郡政府
メクレンバーグ郡は9人の委員で構成される郡政委員会が統治している。委員会は郡の法律、条例、税金のための立法府と政策立案主体として機能している。委員会が郡管理官を指名し、管理官が日々の管理を行う。

## 憲法で定める役職
バージニア憲法の下で、各郡と市は憲法で定める役職を置く必要がある。伝統的な郡政府は5人の役職を置かねばならない。州内の郡の大半はこの伝統的な形態で運営されている。郡執行官、都市郡執行官あるいは郡マネジャーの形態を採る郡は通常、事務官、検察官、保安官の3人を置いており、委員会が指名する財務官が歳入委員と財務官を兼ねることがある。その例はフェアファックス郡、ヘンライコ郡、プリンスウィリアム郡である。これらの役職はそれぞれの部門の長となる。
- 巡回裁判所事務官 - 民事、刑事の巡回裁判記録、土地登記記録、遺言、図面など記録を保管する
- 検察官 - 郡裁判所の全裁判でバージニア州を代表し、検察の長となる
- 歳入委員 - あらゆる不動産と個人資産の評価を行う。郡政委員会に税率を進言し、不動産の正確な記録を保管する
- 財務官 - 郡の財政を管理し、委員会に提出する予算書を作り、税の徴収を行う
- 保安官 - 警察組織の長

## 州政府の機関
バージニア州矯正省が郡内ボイドトンに近い未編入領域にあるメクレンバーグ矯正施設を運営している。1998年8月3日、男性死刑囚がメクレンバーグ矯正施設から現在のサセックスI州立刑務所に移動させられた。

## 地理
アメリカ合衆国国勢調査局に拠れば、郡域全面積は679平方マイル (1,759 km2)であり、このうち陸地624平方マイル (1,616 km2)、水域は55平方マイル (143 km2)で水域率は8.15%である。

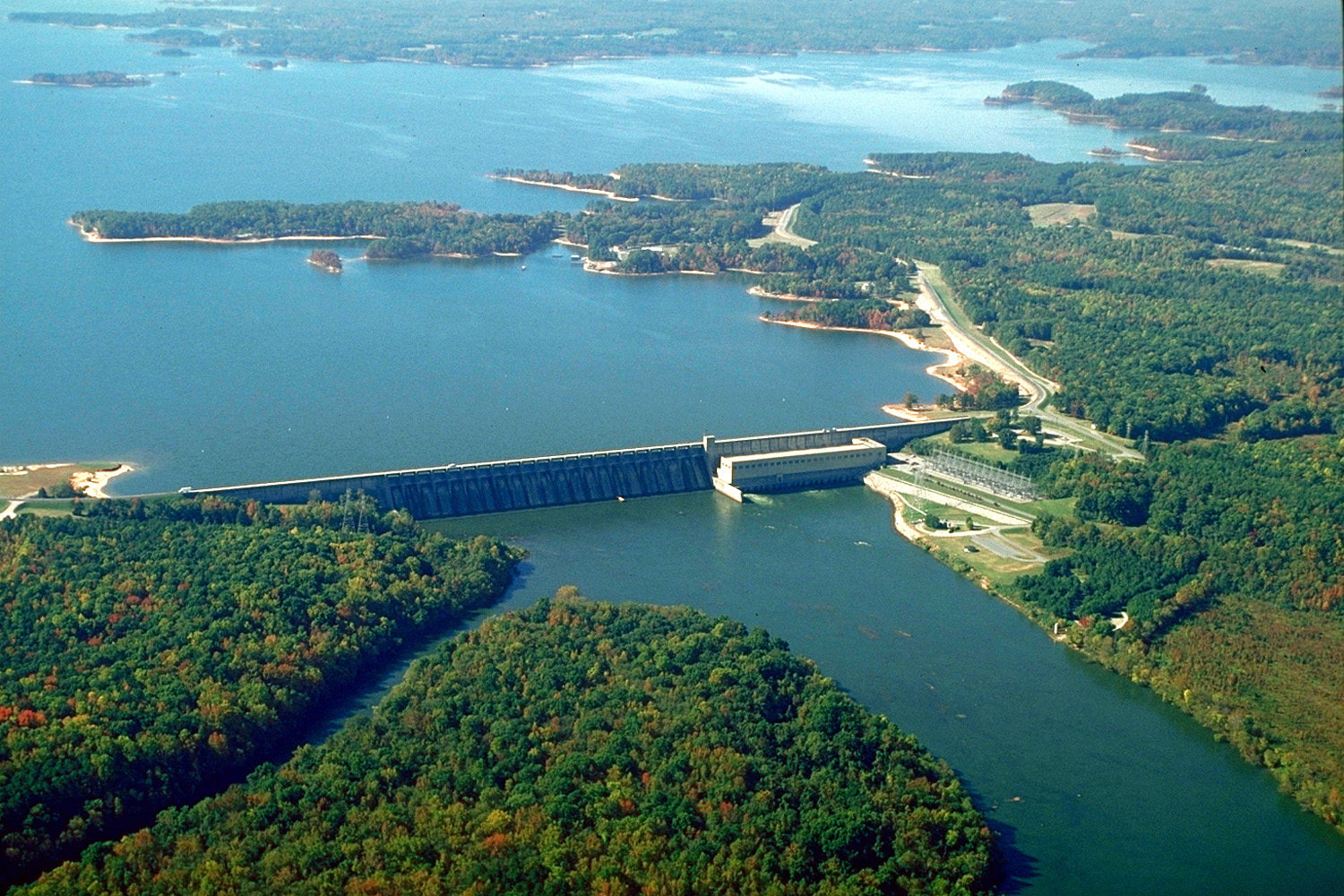
ジョン・H・カー・ダムと湖

### 主要高規格道路
- 州間高速道路85号線
- アメリカ国道1号線
- アメリカ国道15号線
- アメリカ国道58号線
- バージニア州道4号線（アメリカ自転車道1号線）
- バージニア州道47号線
- バージニア州道49号線
- バージニア州道92号線
- バージニア州道138号線

### 隣接する郡
- ルーネンバーグ郡 - 北
- ブランズウィック郡 - 東
- ウォーレン郡 (ノースカロライナ州) - 南東
- バンス郡 (ノースカロライナ州) - 南
- グランビル郡 (ノースカロライナ州) - 南西
- ハリファックス郡 - 西
- シャーロット郡 - 北西

## 人口動態
以下は2010年国勢調査による人口統計データである。
| 基礎データ - 人口: 32,727人 - 世帯数: 12,951 世帯 - 家族数: 8,962 家族 - 人口密度: 20人/km2（52人/mi2） - 住居数: 17,403軒 - 住居密度: 11軒/km2（28軒/mi2） 人種別人口構成 - 白人: 59.24% - アフリカン・アメリカン: 39.08% - ネイティブ・アメリカン: 0.21% - アジア人: 0.30% - 太平洋諸島系: 0.01% - その他の人種: 0.48% - 混血: 0.68% - ヒスパニック・ラテン系: 1.21% 年齢別人口構成 - 18歳未満: 21.6% - 18-24歳: 7.2% - 25-44歳: 27.4% - 45-64歳: 26.0% - 65歳以上: 17.8% - 年齢の中央値: 41歳 - 性比（女性100人あたり男性の人口） - 総人口: 97.3 - 18歳以上: 96.5 | 世帯と家族（対世帯数） - 18歳未満の子供がいる: 26.5% - 結婚・同居している夫婦: 51.0% - 未婚・離婚・死別女性が世帯主: 14.1% - 非家族世帯: 30.8% - 単身世帯: 27.2% - 65歳以上の老人1人暮らし: 13.2% - 平均構成人数 - 世帯: 2.38人 - 家族: 2.87人 収入と家計 - 収入の中央値 - 世帯: 31,380米ドル - 家族: 37,752米ドル - 性別 - 男性: 26,852米ドル - 女性: 19,609米ドル - 人口1人あたり収入: 17,171米ドル - 貧困線以下 - 対人口: 15.5% - 対家族数: 11.6% - 18歳未満: 20.6% - 65歳以上: 17.3% |

## 町
- ボイドトン - 郡庁所在地
- ブロードナックス
- チェイスシティ
- クラークスビル
- ラクロス
- サウスヒル

### 未編入の町
- バスカービル
- ブレイシー
- バッファロージャンクション
- ネルソン
- シャイニーロック
- スキップウィズ

## 教育
メクレンバーグ郡教育部門はメクレンバーグ郡公立教育学区と呼ばれている。教育委員会の監督を受ける。